# Práger Ármin
Práger Ármin (Káta, 1851. augusztus 11. – Budapest, 1905. május 12.) szabómunkás, szociáldemokrata mozgalmár.

## Élete
1860 és 1880 között Ausztriában, illetve Bajorországban lakott. 1870-től az osztrák szabók szakszervezetében, illetve a szociáldemokrata mozgalom radikális szárnyának irányításában vezető szerepet töltött be. 1880-ban letartóztatták és 8 hónapot ült börtönben, majd kitoloncolták az országból, ekkor költözött Budapestre. Először a Magyarországi Általános Munkáspártba lépett be, később pedig a párt radikális ellenzékét vezette. 1882-ben a Der Sozialist, illetve a Der Kommunist, a következő évben a Radical c. lapok kiadásában és szerkesztésében vett részt. 1884-ben 6 év börtönt kapott orgazdaság, sajtóvétség jogcímen. A fegyházban kapott tüdővészt, emiatt kiszabadulását követően a munkásmozgalomban többet nem vett részt.